# Charlie O'Brien
Charlie O'Brien (Tulsa, Oklahoma, 1 de maio de 1960) é um ex-jogador profissional de beisebol norte-americano.

## Carreira
Charlie O'Brien foi campeão da World Series 1995 jogando pelo Atlanta Braves. Na série de partidas decisiva, sua equipe venceu o Cleveland Indians por 4 jogos a 2.